# Liste der Juniorenweltmeister im Skispringen

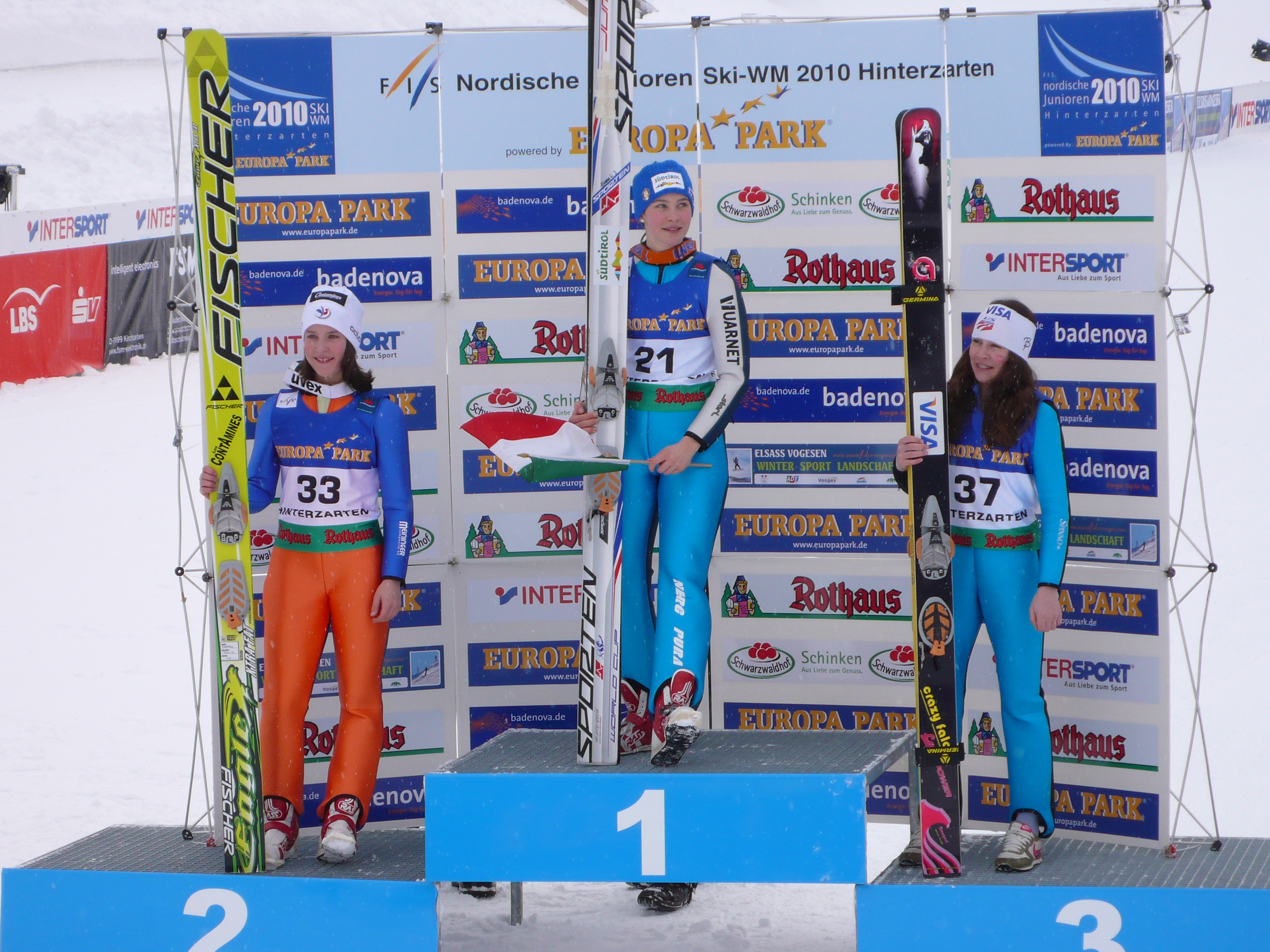
Coline Mattel, Elena Runggaldier und Sarah Hendrickson auf dem Podium der Juniorenweltmeisterschaft 2010

Die Liste der Juniorenweltmeister im Skispringen listet alle Juniorenweltmeister sowie die Zweit- und Drittplatzierten in Einzel- und Mannschaftswettbewerben im Skispringen bei Nordischen Junioren-Skiweltmeisterschaften auf.

## Männer

### Einzel
Der Einzelwettkampf der Männer findet seit 1977 statt und wird generell von einer Normalschanze ausgetragen. Da der Wettkampf im Jahr 2000 witterungsbedingt abgesagt werden musste, fand er bislang 45-mal statt.
| Jahr | Austragungsort   | Sieger                | Zweiter                         | Dritter                     |
| ---- | ---------------- | --------------------- | ------------------------------- | --------------------------- |
| 1977 | Sainte-Croix VD  | Pavel Fízek           | Matthias Buse                   | Hubert Neuper               |
| 1979 | Mont Sainte-Anne | Horst Bulau           | Ulrich Pschera                  | Hiroyasu Aizawa             |
| 1980 | Örnsköldsvik     | Steve Collins         | Wladimir Bojarinzew             | Andreas Felder              |
| 1981 | Schonach         | Matti Nykänen         | Ernst Vettori                   | Steve Collins               |
| 1982 | Murau            | Ernst Vettori         | Markku Pusenius                 | Bernhard Zauner             |
| 1983 | Kuopio           | Franz Wiegele         | Ole Christian Eidhammer         | Tuomo Ylipulli              |
| 1984 | Trondheim        | Martin Švagerko       | Janez Stirn                     | Miroslav Polák              |
| 1985 | Täsch            | Werner Haim           | Juha Karjalainen                | Günther Stranner            |
| 1986 | Lake Placid      | Ivan Lunardi          | Christian Rimmel                | Clas Brede Bråthen          |
| 1987 | Gallio           | Ari-Pekka Nikkola     | Mike Arnold                     | Dieter Thoma                |
| 1988 | Saalfelden       | Heinz Kuttin          | Staffan Tällberg                | Markus Steiner              |
| 1989 | Vang             | Kent Johanssen        | Andi Rauschmeier                | Staffan Tällberg            |
| 1990 | Štrbské Pleso    | Heinz Kuttin          | Roberto Cecon                   | Tomáš Raszka                |
| 1991 | Reit im Winkl    | Martin Höllwarth      | Tomáš Goder                     | Damjan Fras                 |
| 1992 | Vuokatti         | Toni Nieminen         | Sylvain Freiholz                | Martin Höllwarth            |
| 1993 | Harrachov        | Janne Ahonen          | Andreas Widhölzl                | Alexander Herr              |
| 1994 | Breitenwang      | Janne Ahonen          | Nicolas Dessum                  | Zbyněk Krompolc             |
| 1995 | Gällivare        | Tommy Ingebrigtsen    | Reinhard Schwarzenberger        | Lucas Chevalier-Girod       |
| 1996 | Gallio           | Michael Uhrmann       | Primož Peterka                  | Andreas Küttel              |
| 1997 | Calgary          | Wilhelm Brenna        | Jussi Hautamäki                 | Falko Krismayr              |
| 1998 | St. Moritz       | Wolfgang Loitzl       | Kazuhiro Nakamura               | Matti Hautamäki             |
| 1999 | Saalfelden       | Kazuki Nishishita     | Michal Pšenko                   | Stefan Kaiser               |
| 2000 | Štrbské Pleso    | Wettkampf ausgefallen | Wettkampf ausgefallen           | Wettkampf ausgefallen       |
| 2001 | Karpacz          | Veli-Matti Lindström  | Manuel Fettner                  | Florian Liegl Stefan Kaiser |
| 2002 | Schonach         | Janne Happonen        | Daiki Itō                       | Kalle Keituri               |
| 2003 | Sollefteå        | Thomas Morgenstern    | Rok Benkovič                    | Jan Mazoch                  |
| 2004 | Stryn            | Mateusz Rutkowski     | Thomas Morgenstern              | Olli Pekkala                |
| 2005 | Rovaniemi        | Joonas Ikonen         | Arthur Pauli                    | Jurij Tepeš                 |
| 2006 | Kranj            | Gregor Schlierenzauer | Jurij Tepeš                     | Andrea Morassi              |
| 2007 | Planica 1        | Roman Koudelka        | Shōhei Tochimoto                | Thomas Thurnbichler         |
| 2008 | Zakopane 2       | Andreas Wank          | Shōhei Tochimoto                | Andreas Strolz              |
| 2009 | Štrbské Pleso    | Lukas Müller          | Maciej Kot                      | Ville Larinto               |
| 2010 | Hinterzarten     | Michael Hayböck       | Peter Prevc                     | Diego Dellasega             |
| 2011 | Otepää           | Wladimir Sografski    | Stefan Kraft                    | Kaarel Nurmsalu             |
| 2012 | Erzurum          | Nejc Dežman           | Aleksander Zniszczoł Jaka Hvala |                             |
| 2013 | Liberez          | Jaka Hvala            | Klemens Murańka                 | Stefan Kraft                |
| 2014 | Val di Fiemme    | Jakub Wolny           | Patrick Streitler               | Jewgeni Klimow              |
| 2015 | Almaty           | Johann André Forfang  | Andreas Wellinger               | Phillip Sjøen               |
| 2016 | Râșnov           | David Siegel          | Domen Prevc                     | Ryōyū Kobayashi             |
| 2017 | Park City        | Viktor Polášek        | Alex Insam                      | Constantin Schmid           |
| 2018 | Kandersteg       | Marius Lindvik        | Constantin Schmid               | Clemens Leitner             |
| 2019 | Lahti            | Thomas Aasen Markeng  | Luca Roth                       | Sergei Tkatschenko          |
| 2020 | Oberwiesenthal   | Peter Resinger        | Sander Vossan Eriksen           | Mark Hafnar                 |
| 2021 | Lahti            | Niklas Bachlinger     | David Haagen                    | Dominik Peter               |
| 2022 | Zakopane         | Daniel Tschofenig     | David Haagen                    | Markus Müller               |
| 2023 | Whistler         | Vilho Palosaari       | Jonas Schuster                  | Jan Habdas                  |
| 2024 | Planica          | Stephan Embacher      | Erik Belshaw                    | Adrian Tittel               |
| 2025 | Lake Placid      | Stephan Embacher      | Tate Frantz                     | Simon Steinberger           |

### Mannschaft
Der Mannschaftswettbewerb der Männer wird seit 1985 ausgetragen und seither 39-mal ausgerichtet. Wie auch beim Einzel wird von einer Normalschanze gesprungen.
| Jahr | Austragungsort | Sieger                                                                                  | Zweiter                                                                                    | Dritter                                                                                      |
| ---- | -------------- | --------------------------------------------------------------------------------------- | ------------------------------------------------------------------------------------------ | -------------------------------------------------------------------------------------------- |
| 1985 | Täsch          | ÖsterreichWolfgang Margreiter Werner Haim Günther Stranner Rudolf Pürstl                | Deutsche Demokratische RepublikIngo Züchner Guntram Kraus Joachim Petzold Jens Schreiber   | TschechoslowakeiJiří Raška Pavel Kojda Roman Kovac Martin Švagerko                           |
| 1986 | Lake Placid    | BR DeutschlandFriedrich Braun Robert Leonhardt Christian Rimmel Dieter Thoma            | ItalienVirginio Lunardi Carlo Pinzani Paolo Rigoni                                         | SowjetunionSergej Badenko Juri Durinow Michail Jessin Jewgeni Waschurin                      |
| 1987 | Gallio         | Deutsche Demokratische RepublikMike Arnold Ingo Züchner Roy Koch                        | BR DeutschlandSteffen Bartschat Robert Leonhardt Dieter Thoma Ludwig Biller                | FinnlandJarkko Heikkelä Ari-Pekka Nikkola Erkki Nykänen Sasu Happonen                        |
| 1988 | Saalfelden     | ÖsterreichAndi Rauschmeier Günter Schöffmann Markus Steiner Heinz Kuttin                | NorwegenTor-Helge Bakken Øyvind Berg Kåre Herrem Kent Johanssen                            | TschechoslowakeiJ. Kukacka J. Razl Tomáš Raszka František Jež                                |
| 1989 | Vang           | ÖsterreichAndi Rauschmeier Alexander Pointner Markus Steiner Heinz Kuttin               | JugoslawienGoran Janus Marjan Kropar Franci Petek Primož Kopač                             | NorwegenØyvind Berg Erlend Schumann Henning Wold Kent Johanssen                              |
| 1990 | Štrbské Pleso  | ÖsterreichHeinz Kuttin Werner Rathmayr Herwig Millonig Alexander Pointner               | FinnlandEsa Könönen Riku Äyri Mika Laitinen Marko Haarala                                  | JugoslawienDamjan Fras Sašo Komovec Tomaz Knafelj Franci Petek                               |
| 1991 | Reit im Winkl  | TschechoslowakeiMilan Kučera Tomáš Goder Roman Lukes David Jiroutek                     | FinnlandMika Laitinen Janne Väätäinen Riku Äyri Pekka Niemelä                              | FrankreichS. Frenot G. Renand Regis Bajard Xavier Arpin                                      |
| 1992 | Vuokatti       | FinnlandJani Salo Olli Happonen Janne Väätäinen Toni Nieminen                           | NorwegenJørgen Halvorsen Bengt Heiestad Knut Müller Lasse Ottesen                          | DeutschlandRico Meinel Timo Wangler Ronny Hornschuh Sven Hannawald                           |
| 1993 | Harrachov      | FinnlandRisto Jussilainen Janne Ahonen Olli Happonen Tuomo Kykkänen                     | ÖsterreichGerhard Schallert Ingemar Mayr Thomas Kuglitsch Andreas Widhölzl                 | DeutschlandSt. Petersohn Ronny Hornschuh B. Börning Alexander Herr                           |
| 1994 | Breitenwang    | FinnlandJani Mattila Olli Happonen Tero Koponen Janne Ahonen                            | TschechienJan Balcar Jakub Sucháček Jaroslav Kahánek Zbyněk Krompolc                       | ÖsterreichAndreas Widhölzl Reinhard Schwarzenberger Richard Foldl Andreas Beck               |
| 1995 | Gällivare      | DeutschlandMichael Schreiber Mathias Witter Michael Uhrmann Alexander Herr              | ÖsterreichWerner Schernthaner Martin Zimmermann Karl-Heinz Dorner Reinhard Schwarzenberger | JapanYūzō Ikeda Kazuya Yoshioka Suguru Miyazaki Sōta Okamura                                 |
| 1996 | Gallio         | DeutschlandFrank Reichel Kai Bracht Michael Uhrmann Alexander Herr                      | ÖsterreichMichael Kury Markus Eigentler Martin Zimmermann Karl-Heinz Dorner                | SlowenienMatija Stegnar Jaka Grosar Peter Žonta Primož Peterka                               |
| 1997 | Calgary        | SlowenienMiha Rihtar Grega Lang Blaž Vrhovnik Peter Žonta                               | FinnlandLauri Hakola Lassi Huuskonen Matti Hautamäki Jussi Hautamäki                       | ÖsterreichThomas Hörl Falko Krismayr Karl-Heinz Dorner Wolfgang Loitzl                       |
| 1998 | St. Moritz     | DeutschlandFrank Löffler Georg Späth Stefan Pieper Michael Wagner                       | JapanHomare Kishimoto Keita Umezaki Kazuki Nishishita Kazuhiro Nakamura                    | FinnlandPekka Salminen Hannu Alakunnas Jani Mylläri Matti Hautamäki                          |
| 1999 | Saalfelden     | ÖsterreichThomas Hörl Stefan Kaiser Martin Koch Florian Liegl                           | FinnlandMatti Hautamäki Pekka Salminen Jani Mylläri Veli-Matti Lindström                   | DeutschlandUli Basler Marcel Schaffrath Benjamin Hauber Georg Späth                          |
| 2000 | Štrbské Pleso  | ÖsterreichMartin Koch Christian Nagiller Florian Liegl Stefan Kaiser                    | NorwegenThomas Lobben Erik Leine Wangen David Andersen Anders Bardal                       | FinnlandVeli-Matti Lindström Juha-Matti Ruuskanen Akseli Lajunen Kimmo Yliriesto             |
| 2001 | Karpacz        | FinnlandKimmo Yliriesto Janne Happonen Akseli Kokkonen Veli-Matti Lindström             | ÖsterreichFlorian Liegl Manuel Fettner Balthasar Schneider Stefan Kaiser                   | DeutschlandJörg Ritzerfeld Florian Krumbacher Markus Winterhalter Maximilian Mechler         |
| 2002 | Schonach       | FinnlandJanne Happonen Harri Olli Arttu Lappi Akseli Kokkonen                           | ÖsterreichBalthasar Schneider Christoph Strickner Christian Nagiller Manuel Fettner        | SlowenienBine Zupan Zvonko Kordež Rok Benkovič Jaka Oblak                                    |
| 2003 | Sollefteå      | ÖsterreichManuel Fettner Christoph Strickner Roland Müller Thomas Morgenstern           | SlowenienRok Benkovič Jure Bogataj Rok Urbanc Jaka Oblak                                   | FinnlandJarkko Heikkonen Antti Pesonen Olli Pekkala Harri Olli                               |
| 2004 | Stryn          | ÖsterreichRoland Müller Christoph Lenz Nicolas Fettner Thomas Morgenstern               | PolenKamil Stoch Dawid Kowal Stefan Hula Mateusz Rutkowski                                 | DeutschlandPatrick Kaltenbach Tobias Bogner Mark Krauspenhaar Julian Musiol                  |
| 2005 | Rovaniemi      | SlowenienMitja Mežnar Matevž Šparovec Jurij Tepeš Nejc Frank                            | PolenPaweł Urbański Wojciech Topór Piotr Żyła Kamil Stoch                                  | FinnlandAnssi Koivuranta Jere Kykkänen Olli Pekkala Joonas Ikonen                            |
| 2006 | Kranj          | ÖsterreichMario Innauer Thomas Thurnbichler Arthur Pauli Gregor Schlierenzauer          | SlowenienJurij Tepeš Primož Roglič Robert Hrgota Jernej Košnjek                            | JapanNaoya Toyama Yūhei Sasaki Kenshirō Itō Shōhei Tochimoto                                 |
| 2007 | Planica 1      | SlowenienRobert Hrgota Primož Roglič Jurij Tepeš Mitja Mežnar                           | JapanShōhei Tochimoto Tsubasa Chōnan Yūmu Harada Kenshirō Itō                              | FinnlandMika Kauhanen Lauri Asikainen Sami Niemi Olli Muotka                                 |
| 2008 | Zakopane 2     | DeutschlandFelix Schoft Severin Freund Pascal Bodmer Andreas Wank                       | ÖsterreichThomas Thurnbichler Manuel Poppinger David Unterberger Andreas Strolz            | PolenKrzysztof Miętus Maciej Kot Dawid Kowal Łukasz Rutkowski                                |
| 2009 | Štrbské Pleso  | ÖsterreichThomas Thurnbichler Michael Hayböck Florian Schabereiter Lukas Müller         | DeutschlandTobias Bogner Felix Schoft Danny Queck Pascal Bodmer                            | PolenAndrzej Zapotoczny Jakub Kot Grzegorz Miętus Maciej Kot                                 |
| 2010 | Hinterzarten   | ÖsterreichMario Innauer Lukas Müller Florian Schabereiter Michael Hayböck               | DeutschlandFelix Schoft Stephan Leyhe Tobias Bogner Pascal Bodmer                          | SlowenienMatic Kramaršič Dejan Judež Jaka Hvala Peter Prevc                                  |
| 2011 | Otepää         | ÖsterreichMichael Hayböck Stefan Kraft Markus Schiffner Thomas Lackner                  | DeutschlandRichard Freitag Daniel Wenig Marinus Kraus Stephan Leyhe                        | NorwegenEspen Røe Mats Søhagen Berggaard Anders Fannemel Anders Haugehaugen                  |
| 2012 | Erzurum        | NorwegenEspen Røe Mats Søhagen Berggaard Simen Grimsrud Phillip Sjøen                   | PolenKlemens Murańka Tomasz Byrt Bartłomiej Kłusek Aleksander Zniszczoł                    | ÖsterreichChristoph Stauder Ulrich Wohlgenannt Stefan Kraft Lukas Müller                     |
| 2013 | Liberec        | SlowenienAnže Semenič Ernest Prišlič Cene Prevc Jaka Hvala                              | PolenBartłomiej Kłusek Krzysztof Biegun Aleksander Zniszczoł Klemens Murańka               | DeutschlandKarl Geiger Michael Dreher Tobias Löffler Andreas Wellinger                       |
| 2014 | Val di Fiemme  | PolenJakub Wolny Aleksander Zniszczoł Krzysztof Biegun Klemens Murańka                  | ÖsterreichSimon Greiderer Ulrich Wohlgenannt Elias Tollinger Patrick Streitler             | NorwegenDaniel-André Tande Johann André Forfang Hans Petter Bergquist Mats Søhagen Berggaard |
| 2015 | Almaty         | NorwegenJoacim Ødegård Bjøreng Halvor Egner Granerud Phillip Sjøen Johann André Forfang | DeutschlandPaul Winter Martin Hamann Sebastian Bradatsch Andreas Wellinger                 | ÖsterreichElias Tollinger Patrick Streitler Philipp Aschenwald Simon Greiderer               |
| 2016 | Râșnov         | DeutschlandJonathan Siegel Adrian Sell Tim Fuchs David Siegel                           | NorwegenMarius Lindvik Are Sumstad Robin Pedersen Halvor Egner Granerud                    | JapanMasamitsu Itō Yūken Iwasa Naoki Nakamura Ryōyū Kobayashi                                |
| 2017 | Park City      | SlowenienŽiga Jelar Tilen Bartol Aljaž Osterc Bor Pavlovčič                             | DeutschlandMartin Hamann Tim Fuchs Felix Hoffmann Constantin Schmid                        | ÖsterreichMarkus Rupitsch Mika Schwann Clemens Leitner Janni Reisenauer                      |
| 2018 | Kandersteg     | DeutschlandPhilipp Raimund Justin Lisso Cedrik Weigel Constantin Schmid                 | ÖsterreichMika Schwann Jan Hörl Maximilian Lienher Clemens Leitner                         | NorwegenFredrik Villumstad Jesper Ødegaard Thomas Aasen Markeng Marius Lindvik               |
| 2019 | Lahti          | DeutschlandLuca Roth Kilian Märkl Philipp Raimund Constantin Schmid                     | NorwegenFredrik Villumstad Anders Ladehaug Sander Vossan Eriksen Thomas Aasen Markeng      | SlowenienAljaž Osterc Jan Bombek Jernej Presečnik Žak Mogel                                  |
| 2020 | Oberwiesenthal | SlowenienŽak Mogel Jan Bombek Jernej Presečnik Mark Hafnar                              | ÖsterreichPeter Resinger Josef Ritzer David Haagen Marco Wörgötter                         | DeutschlandLuca Roth Claudio Haas Kilian Märkl Philipp Raimund                               |
| 2021 | Lahti          | ÖsterreichDavid Haagen Daniel Tschofenig Elias Medwed Niklas Bachlinger                 | SlowenienŽak Mogel Jan Bombek Rok Masle Jernej Presečnik                                   | RusslandIlja Mankow Maxim Kolobow Danil Sadrejew Michail Purtow                              |
| 2022 | Zakopane       | ÖsterreichDavid Haagen Markus Müller Jonas Schuster Daniel Tschofenig                   | NorwegenAdrian Thon Gundersrud Johannes Aardal Sindre Ulven Jørgensen Iver Olaussen        | DeutschlandFinn Braun Ben Bayer Simon Spiewok Luca Geyer                                     |
| 2023 | Whistler       | ÖsterreichJulijan Smid Louis Obersteiner Stephan Embacher Jonas Schuster                | PolenMarcin Wróbel Klemens Joniak Kacper Tomasiak Jan Habdas                               | SlowenienTaj Ekart Rok Masle Gorazd Završnik Maksim Bartolj                                  |
| 2024 | Planica        | ÖsterreichSimon Steinberger Fabian Held Johannes Pölz Stephan Embacher                  | DeutschlandBen Bayer Alex Reiter Jannik Faißt Adrian Tittel                                | PolenŁukasz Łukaszczyk Marcin Wróbel Klemens Joniak Tymoteusz Amilkiewicz                    |
| 2025 | Lake Placid    | ÖsterreichSimon Steinberger Lukas Haagen Nikolaus Humml Stephan Embacher                | SlowenienUrban Šimnic Nik Bergant Smerajc Enej Faletič Žiga Jančar                         | Vereinigte StaatenJason Colby Henry Loher Bryce Kloc Tate Frantz                             |

## Frauen

### Einzel
Seit 2006 findet der Frauenwettkampf statt; dieser wurde bislang 18-mal ausgerichtet. Der Wettkampf findet immer von derselben Normalschanze wie die Männerwettbewerbe statt.
| Jahr | Austragungsort | Siegerin                   | Zweite               | Dritte             |
| ---- | -------------- | -------------------------- | -------------------- | ------------------ |
| 2006 | Kranj          | Juliane Seyfarth           | Atsuko Tanaka        | Elena Runggaldier  |
| 2007 | Planica 1      | Lisa Demetz                | Katie Willis         | Maja Vtič          |
| 2008 | Zakopane 2     | Jacqueline Seifriedsberger | Elena Runggaldier    | Katja Požun        |
| 2009 | Štrbské Pleso  | Magdalena Schnurr          | Anna Häfele          | Coline Mattel      |
| 2010 | Hinterzarten   | Elena Runggaldier          | Coline Mattel        | Sarah Hendrickson  |
| 2011 | Otepää         | Coline Mattel              | Špela Rogelj         | Yūki Itō           |
| 2012 | Erzurum        | Sara Takanashi             | Sarah Hendrickson    | Carina Vogt        |
| 2013 | Liberec        | Sara Takanashi             | Evelyn Insam         | Katja Požun        |
| 2014 | Val di Fiemme  | Sara Takanashi             | Coline Mattel        | Maren Lundby       |
| 2015 | Almaty         | Sofja Tichonowa            | Elisabeth Raudaschl  | Chiara Hölzl       |
| 2016 | Râșnov         | Chiara Hölzl               | Katharina Althaus    | Sofja Tichonowa    |
| 2017 | Park City      | Manuela Malsiner           | Ema Klinec           | Nika Križnar       |
| 2018 | Kandersteg     | Nika Križnar               | Ema Klinec           | Anna Odine Strøm   |
| 2019 | Lahti          | Anna Schpynjowa            | Lidija Jakowlewa     | Lara Malsiner      |
| 2020 | Oberwiesenthal | Marita Kramer              | Thea Minyan Bjørseth | Lara Malsiner      |
| 2021 | Lahti          | Thea Minyan Bjørseth       | Joséphine Pagnier    | Jerneja Brecl      |
| 2022 | Zakopane       | Nika Prevc                 | Taja Bodlaj          | Alexandria Loutitt |
| 2023 | Whistler       | Alexandria Loutitt         | Nika Prevc           | Julia Mühlbacher   |
| 2024 | Planica        | Tina Erzar                 | Julia Mühlbacher     | Taja Bodlaj        |
| 2025 | Lake Placid    | Ingvild Synnøve Midtskogen | Ingrid Låte          | Taja Bodlaj        |

### Mannschaft
2011 wurde auch ein Mannschaftswettkampf für Frauen in das Programm aufgenommen, der in seinem Premierenjahr aber witterungsbedingt abgesagt werden musste. Im Jahr 2016 wurde er durch den Mixed-Mannschaftswettbewerb ersetzt, aber bereits 2017 neben dem Mixed-Wettbewerb wieder ausgetragen.
| Jahr | Austragungsort | Siegerinnen                                                                   | Zweite                                                                          | Dritte                                                                             |
| ---- | -------------- | ----------------------------------------------------------------------------- | ------------------------------------------------------------------------------- | ---------------------------------------------------------------------------------- |
| 2011 | Otepää         | Wettkampf witterungsbedingt abgesagt                                          | Wettkampf witterungsbedingt abgesagt                                            | Wettkampf witterungsbedingt abgesagt                                               |
| 2012 | Erzurum        | JapanYūki Itō Yurina Yamada Kaori Iwabuchi Sara Takanashi                     | DeutschlandRamona Straub Svenja Würth Katharina Althaus Carina Vogt             | SlowenienUrša Bogataj Ema Klinec Špela Rogelj Katja Požun                          |
| 2013 | Liberec        | SlowenienUrša Bogataj Ema Klinec Špela Rogelj Katja Požun                     | FrankreichLéa Lemare Océane Avocat Gros Julia Clair Coline Mattel               | DeutschlandRamona Straub Pauline Heßler Svenja Würth Katharina Althaus             |
| 2014 | Val di Fiemme  | JapanYūki Itō Haruka Iwasa Yurina Yamada Sara Takanashi                       | SlowenienUrša Bogataj Barbara Klinec Anja Javoršek Špela Rogelj                 | FrankreichLéa Lemare Marie Hoyau Julia Clair Coline Mattel                         |
| 2015 | Almaty         | DeutschlandHenriette Kraus Pauline Heßler Anna Rupprecht Gianina Ernst        | RusslandDarja Gruschina Alexandra Kustowa Marija Jakowlewa Sofja Tichonowa      | JapanNozomi Maruyama Yurina Yamada Shihori Ōi Yūka Setō                            |
| 2017 | Park City      | DeutschlandAgnes Reisch Luisa Görlich Pauline Heßler Gianina Ernst            | SlowenienJerneja Brecl Katra Komar Nika Križnar Ema Klinec                      | ÖsterreichClaudia Purker Sophie Mair Elisabeth Raudaschl Julia Huber               |
| 2018 | Kandersteg     | SlowenienJerneja Brecl Nika Križnar Katra Komar Ema Klinec                    | RusslandXenija Kablukowa Alexandra Kustowa Lidija Jakowlewa Sofja Tichonowa     | FrankreichOcéane Paillard Joséphine Pagnier Romane Dieu Lucile Morat               |
| 2019 | Lahti          | RusslandMarija Jakowlewa Alexandra Baranzewa Anna Schpynjowa Lidija Jakowlewa | DeutschlandJenny Nowak Josephin Laue Selina Freitag Agnes Reisch                | ÖsterreichMarita Kramer Lisa Hirner Claudia Purker Lisa Eder                       |
| 2020 | Oberwiesenthal | ÖsterreichLisa Eder Vanessa Moharitsch Julia Mühlbacher Marita Kramer         | SlowenienJerneja Brecl Lara Logar Jerneja Repinc Zupančič Katra Komar           | DeutschlandMichelle Göbel Josephin Laue Pia Lilian Kübler Selina Freitag           |
| 2021 | Lahti          | ÖsterreichHannah Wiegele Vanessa Moharitsch Julia Mühlbacher Lisa Eder        | RusslandAnna Schpynjowa Alexandra Baranzewa Anastassija Subbotina Irma Machinja | SlowenienNika Prevc Nika Vetrih Jerneja Repinc Zupančič Jerneja Brecl              |
| 2022 | Zakopane       | SlowenienJerneja Repinc Zupančič Lara Logar Taja Bodlaj Nika Prevc            | JapanHaruka Kasai Hina Tsushida Ringo Miyajima Nagomi Nakayama                  | DeutschlandChristina Feicht Anna-Fay Scharfenberg Pia Lilian Kübler Michelle Göbel |
| 2023 | Whistler       | JapanNagomi Nakayama Yuzuki Satō Kurumi Ichinohe Ringo Miyajima               | SlowenienAjda Košnjek Nika Vetrih Taja Bodlaj Nika Prevc                        | DeutschlandAnne Häckel Lia Böhme Anna-Fay Scharfenberg Michelle Göbel              |
| 2024 | Planica        | SlowenienAjda Košnjek Jerica Jesenko Taja Bodlaj Tina Erzar                   | JapanYuzuki Sato Mei Hasegawa Riko Iwasaki Kurumi Ichinohe                      | DeutschlandAnna-Fay Scharfenberg Kim Amy Duschek Megi Lou Schmidt Alvine Holz      |
| 2025 | Lake Placid    | DeutschlandLia Böhme Anna-Fay Scharfenberg Julina Kreibich Kim Amy Duschek    | SlowenienLucija Jurgec Tinkara Komar Tina Erzar Taja Bodlaj                     | JapanKikka Sakamoto Riko Iwasaki Yu Saitō Yuzuki Sato                              |

## Mixed

### Mannschaft
Der Mixed-Mannschaftswettbewerb wurde erstmals 2016 ausgetragen.
| Jahr | Austragungsort | Sieger                                                                       | Zweite                                                                                        | Dritte                                                                        |
| ---- | -------------- | ---------------------------------------------------------------------------- | --------------------------------------------------------------------------------------------- | ----------------------------------------------------------------------------- |
| 2016 | Râșnov         | SlowenienNika Križnar Bor Pavlovčič Ema Klinec Domen Prevc                   | ÖsterreichClaudia Purker Maximilian Steiner Chiara Hölzl Janni Reisenauer                     | DeutschlandKatharina Althaus Tim Fuchs Anna Rupprecht David Siegel            |
| 2017 | Park City      | SlowenienNika Križnar Tilen Bartol Ema Klinec Žiga Jelar                     | DeutschlandAgnes Reisch Martin Hamann Gianina Ernst Constantin Schmid                         | JapanMinami Watanabe Masamitsu Itō Fumika Segawa Yūken Iwasa                  |
| 2018 | Kandersteg     | NorwegenSilje Opseth Fredrik Villumstad Anna Odine Strøm Marius Lindvik      | DeutschlandLuisa Görlich Justin Lisso Gianina Ernst Constantin Schmid                         | ÖsterreichClaudia Purker Jan Hörl Sophie Mair Clemens Leitner                 |
| 2019 | Lahti          | RusslandAnna Schpynjowa Michail Purtow Lidija Jakowlewa Maxim Sergejew       | NorwegenIngebjørg Saglien Bråten Fredrik Villumstad Silje Opseth Thomas Aasen Markeng         | DeutschlandAgnes Reisch Luca Roth Selina Freitag Constantin Schmid            |
| 2020 | Oberwiesenthal | ÖsterreichLisa Eder Marco Wörgötter Marita Kramer Peter Resinger             | NorwegenEirin Maria Kvandal Bendik Jakobsen Heggli Thea Minyan Bjørseth Sander Vossan Eriksen | SlowenienJerneja Brecl Jan Bombek Katra Komar Mark Hafnar                     |
| 2021 | Lahti          | nicht ausgetragen                                                            | nicht ausgetragen                                                                             | nicht ausgetragen                                                             |
| 2022 | Zakopane       | ÖsterreichVanessa Moharitsch Daniel Tschofenig Julia Mühlbacher David Haagen | SlowenienTaja Bodlaj Marcel Stržinar Nika Prevc Maksim Bartolj                                | NorwegenNora Midtsundstad Johannes Aardal Heidi Dyhre Traaserud Iver Olaussen |
| 2023 | Whistler       | SlowenienAjda Košnjek Rok Masle Nika Prevc Maksim Bartolj                    | JapanNagomi Nakayama Ritsuta Sugiyama Kurumi Ichinohe Asahi Sakano                            | DeutschlandAnna-Fay Scharfenberg Ben Bayer Michelle Göbel Sebastian Schwarz   |
| 2024 | Planica        | ÖsterreichJulia Mühlbacher Johannes Pölz Sahra Schuller Stephan Embacher     | SlowenienTaja Bodlaj Jaka Drinovec Tina Erzar Rok Masle                                       | DeutschlandAnna-Fay Scharfenberg Jannik Faißt Alvine Holz Adrian Tittel       |
| 2025 | Lake Placid    | SlowenienTaja Bodlaj Žiga Jančar Tina Erzar Urban Šimnic                     | Vereinigte StaatenSandra Sproch Jason Colby Josie Johnson Tate Frantz                         | ÖsterreichSara Pokorny Stephan Embacher Meghann Wadsak Simon Steinberger      |

## Die erfolgreichsten JWM-Teilnehmer

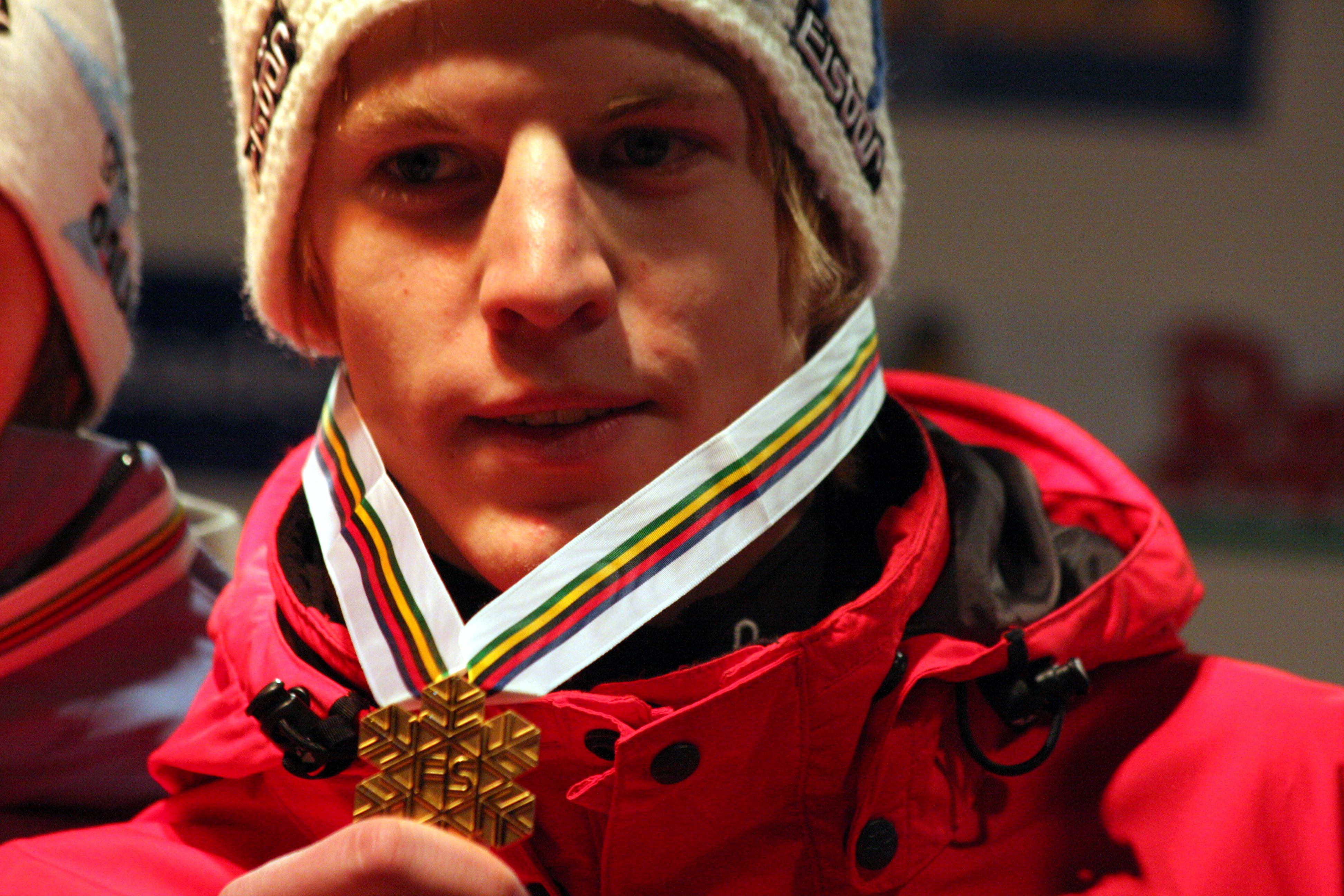
Der vierfache Goldmedaillengewinner Michael Hayböck bei der JWM 2010 in Hinterzarten

- Platz: Gibt die Reihenfolge der Athleten wieder. Diese wird durch die Anzahl der Goldmedaillen bestimmt. Bei gleicher Anzahl werden die Silbermedaillen verglichen, danach die Bronzemedaillen.
- Name: Nennt den Namen des Athleten.
- Land: Nennt das Land, für das der Athlet startete. Bei einem Wechsel der Nationalität wird das Land genannt, für das der Athlet die letzte Medaille erzielte.
- Von: Das Jahr, in dem der Athlet die erste WM-Medaille gewonnen hat.
- Bis: Das Jahr, in dem der Athlet die letzte WM-Medaille gewonnen hat.
- Gold: Nennt die Anzahl der gewonnenen Goldmedaillen.
- Silber: Nennt die Anzahl der gewonnenen Silbermedaillen.
- Bronze: Nennt die Anzahl der gewonnenen Bronzemedaillen.
- Gesamt: Nennt die Anzahl aller gewonnenen Medaillen.

### Männer
Es werden sämtliche Teilnehmer genannt, die mindestens zwei Goldmedaillen gewonnen haben.
| Platz | Name                  | Land        | Von  | Bis  | Gold | Silber | Bronze | Gesamt |
| ----- | --------------------- | ----------- | ---- | ---- | ---- | ------ | ------ | ------ |
| 1     | Stephan Embacher      | Österreich  | 2023 | 2025 | 6    | 0      | 1      | 7      |
| 2     | Heinz Kuttin          | Österreich  | 1988 | 1990 | 5    | 0      | 0      | 5      |
| 3     | Janne Ahonen          | Finnland    | 1993 | 1994 | 4    | 0      | 0      | 4      |
| 3     | Michael Hayböck       | Österreich  | 2009 | 2011 | 4    | 0      | 0      | 4      |
| 3     | Daniel Tschofenig     | Österreich  | 2021 | 2022 | 4    | 0      | 0      | 4      |
| 6     | David Haagen          | Österreich  | 2003 | 2004 | 3    | 3      | 0      | 6      |
| 7     | Thomas Morgenstern    | Österreich  | 2003 | 2004 | 3    | 1      | 0      | 4      |
| 8     | Lukas Müller          | Österreich  | 2009 | 2012 | 3    | 0      | 1      | 4      |
| 9     | Janne Happonen        | Finnland    | 2001 | 2002 | 3    | 0      | 0      | 3      |
| 9     | Olli Happonen         | Finnland    | 1992 | 1994 | 3    | 0      | 0      | 3      |
| 9     | Michael Uhrmann       | Deutschland | 1995 | 1996 | 3    | 0      | 0      | 3      |
| 12    | Constantin Schmid     | Deutschland | 2017 | 2019 | 2    | 4      | 2      | 8      |
| 13    | Jurij Tepeš           | Slowenien   | 2005 | 2007 | 2    | 2      | 1      | 5      |
| 14    | Stefan Kaiser         | Österreich  | 1999 | 2001 | 2    | 1      | 2      | 5      |
| 15    | Jaka Hvala            | Slowenien   | 2010 | 2013 | 2    | 1      | 1      | 4      |
| 16    | Florian Liegl         | Österreich  | 1999 | 2001 | 2    | 1      | 1      | 4      |
| 17    | Veli-Matti Lindström  | Finnland    | 1999 | 2001 | 2    | 1      | 1      | 4      |
| 18    | Marius Lindvik        | Norwegen    | 2016 | 2018 | 2    | 1      | 1      | 4      |
| 19    | Thomas Thurnbichler   | Österreich  | 2007 | 2009 | 2    | 1      | 1      | 4      |
| 20    | Andreas Rauschmeier   | Österreich  | 1988 | 1989 | 2    | 1      | 0      | 3      |
| 21    | Alexander Herr        | Deutschland | 1993 | 1996 | 2    | 0      | 2      | 4      |
| 21    | Simon Steinberger     | Österreich  | 2024 | 2025 | 2    | 0      | 2      | 4      |
| 23    | Markus Steiner        | Österreich  | 1988 | 1989 | 2    | 0      | 1      | 3      |
| 23    | Johann André Forfang  | Norwegen    | 2014 | 2015 | 2    | 0      | 1      | 3      |
| 25    | David Siegel          | Deutschland | 2016 | 2016 | 2    | 0      | 1      | 3      |
| 26    | Phillip Sjøen         | Norwegen    | 2012 | 2015 | 2    | 0      | 1      | 3      |
| 27    | Philipp Raimund       | Deutschland | 2018 | 2020 | 2    | 0      | 1      | 3      |
| 28    | Jonas Schuster        | Österreich  | 2023 | 2024 | 2    | 0      | 1      | 3      |
| 29    | Tilen Bartol          | Slowenien   | 2017 | 2017 | 2    | 0      | 0      | 2      |
| 29    | Mario Innauer         | Österreich  | 2006 | 2010 | 2    | 0      | 0      | 2      |
| 29    | Žiga Jelar            | Slowenien   | 2017 | 2017 | 2    | 0      | 0      | 2      |
| 29    | Martin Koch           | Österreich  | 1999 | 2000 | 2    | 0      | 0      | 2      |
| 29    | Akseli Kokkonen       | Finnland    | 2001 | 2002 | 2    | 0      | 0      | 2      |
| 29    | Mitja Mežnar          | Slowenien   | 2005 | 2007 | 2    | 0      | 0      | 2      |
| 29    | Roland Müller         | Österreich  | 2003 | 2004 | 2    | 0      | 0      | 2      |
| 29    | Toni Nieminen         | Finnland    | 1992 | 1992 | 2    | 0      | 0      | 2      |
| 29    | Bor Pavlovčič         | Slowenien   | 2016 | 2017 | 2    | 0      | 0      | 2      |
| 29    | Alexander Pointner    | Österreich  | 1989 | 1990 | 2    | 0      | 0      | 2      |
| 29    | Florian Schabereiter  | Österreich  | 2009 | 2010 | 2    | 0      | 0      | 2      |
| 29    | Gregor Schlierenzauer | Österreich  | 2006 | 2006 | 2    | 0      | 0      | 2      |
| 29    | Andreas Wank          | Deutschland | 2008 | 2008 | 2    | 0      | 0      | 2      |
| 29    | Jakub Wolny           | Polen       | 2014 | 2014 | 2    | 0      | 0      | 2      |
| 29    | Peter Resinger        | Österreich  | 2008 | 2008 | 2    | 0      | 0      | 2      |
| 29    | Niklas Bachlinger     | Österreich  | 2014 | 2014 | 2    | 0      | 0      | 2      |
| 29    | Johannes Pölz         | Österreich  | 2024 | 2024 | 2    | 0      | 0      | 2      |

Aktualisiert: 5. Mai 2025

### Frauen
Es werden sämtliche Teilnehmerinnen genannt, die mindestens eine Goldmedaille gewonnen haben.
| Platz | Name                       | Land        | Von  | Bis  | Gold | Silber | Bronze | Gesamt |
| ----- | -------------------------- | ----------- | ---- | ---- | ---- | ------ | ------ | ------ |
| 1     | Sara Takanashi             | Japan       | 2012 | 2014 | 5    | 0      | 0      | 5      |
| 2     | Ema Klinec                 | Slowenien   | 2012 | 2018 | 4    | 3      | 1      | 8      |
| 3     | Nika Križnar               | Slowenien   | 2016 | 2018 | 4    | 1      | 1      | 6      |
| 3     | Julia Mühlbacher           | Österreich  | 2020 | 2024 | 4    | 1      | 1      | 6      |
| 5     | Taja Bodlaj                | Slowenien   | 2022 | 2025 | 3    | 5      | 2      | 10     |
| 6     | Nika Prevc                 | Slowenien   | 2021 | 2023 | 3    | 3      | 1      | 7      |
| 7     | Tina Erzar                 | Slowenien   | 2023 | 2025 | 3    | 2      | 0      | 5      |
| 8     | Anna Schpynjowa            | Russland    | 2019 | 2021 | 3    | 1      | 0      | 4      |
| 9     | Lisa Eder                  | Österreich  | 2019 | 2021 | 3    | 0      | 1      | 4      |
| 9     | Marita Kramer              | Österreich  | 2019 | 2020 | 3    | 0      | 1      | 4      |
| 11    | Vanessa Moharitsch         | Österreich  | 2020 | 2022 | 3    | 0      | 0      | 3      |
| 12    | Gianina Ernst              | Deutschland | 2015 | 2018 | 2    | 2      | 0      | 4      |
| 12    | Lidija Jakowlewa           | Russland    | 2018 | 2020 | 2    | 2      | 0      | 4      |
| 14    | Ajda Košnjek               | Slowenien   | 2023 | 2024 | 2    | 1      | 0      | 3      |
| 15    | Pauline Heßler             | Deutschland | 2013 | 2017 | 2    | 0      | 1      | 3      |
| 15    | Yūki Itō                   | Japan       | 2011 | 2014 | 2    | 0      | 1      | 3      |
| 15    | Yurina Yamada              | Japan       | 2012 | 2015 | 2    | 0      | 1      | 3      |
| 18    | Coline Mattel              | Frankreich  | 2009 | 2014 | 1    | 3      | 2      | 6      |
| 19    | Katra Komar                | Slowenien   | 2017 | 2020 | 1    | 3      | 1      | 5      |
| 20    | Jerneja Brecl              | Slowenien   | 2017 | 2021 | 1    | 2      | 3      | 6      |
| 21    | Agnes Reisch               | Deutschland | 2017 | 2019 | 1    | 2      | 1      | 4      |
| 21    | Špela Rogelj               | Slowenien   | 2011 | 2014 | 1    | 2      | 1      | 4      |
| 21    | Sofja Tichonowa            | Russland    | 2015 | 2018 | 1    | 2      | 1      | 4      |
| 24    | Thea Minyan Bjørseth       | Norwegen    | 2020 | 2021 | 1    | 2      | 0      | 3      |
| 24    | Nagomi Nakayama            | Japan       | 2022 | 2023 | 1    | 2      | 0      | 3      |
| 24    | Kurumi Ichinohe            | Japan       | 2023 | 2024 | 1    | 2      | 0      | 3      |
| 27    | Urša Bogataj               | Slowenien   | 2012 | 2014 | 1    | 1      | 1      | 3      |
| 27    | Chiara Hölzl               | Österreich  | 2015 | 2016 | 1    | 1      | 1      | 3      |
| 27    | Elena Runggaldier          | Italien     | 2006 | 2010 | 1    | 1      | 1      | 3      |
| 27    | Jerneja Repinc Zupančič    | Slowenien   | 2006 | 2010 | 1    | 1      | 1      | 3      |
| 27    | Yuzuki Satō                | Japan       | 2023 | 2023 | 1    | 1      | 1      | 3      |
| 32    | Alexandra Baranzewa        | Russland    | 2019 | 2021 | 1    | 1      | 0      | 2      |
| 32    | Luisa Görlich              | Deutschland | 2017 | 2018 | 1    | 1      | 0      | 2      |
| 32    | Lara Logar                 | Slowenien   | 2020 | 2022 | 1    | 1      | 0      | 2      |
| 32    | Silje Opseth               | Norwegen    | 2018 | 2019 | 1    | 1      | 0      | 2      |
| 36    | Anna-Fay Scharfenberg      | Deutschland | 2022 | 2025 | 1    | 0      | 5      | 6      |
| 37    | Katja Požun                | Slowenien   | 2008 | 2013 | 1    | 0      | 3      | 4      |
| 38    | Anna Odine Strøm           | Norwegen    | 2018 | 2018 | 1    | 0      | 1      | 2      |
| 38    | Anna Rupprecht             | Deutschland | 2015 | 2016 | 1    | 0      | 1      | 2      |
| 38    | Alexandria Loutitt         | Kanada      | 2022 | 2023 | 1    | 0      | 1      | 2      |
| 38    | Lia Böhme                  | Deutschland | 2023 | 2025 | 1    | 0      | 1      | 2      |
| 38    | Kim Amy Duschek            | Deutschland | 2024 | 2025 | 1    | 0      | 1      | 2      |
| 43    | Lisa Demetz                | Italien     | 2007 | 2007 | 1    | 0      | 0      | 1      |
| 43    | Kaori Iwabuchi             | Japan       | 2012 | 2012 | 1    | 0      | 0      | 1      |
| 43    | Haruka Iwasa               | Japan       | 2014 | 2014 | 1    | 0      | 0      | 1      |
| 43    | Marija Jakowlewa           | Russland    | 2019 | 2019 | 1    | 0      | 0      | 1      |
| 43    | Henriette Kraus            | Deutschland | 2015 | 2015 | 1    | 0      | 0      | 1      |
| 43    | Manuela Malsiner           | Italien     | 2012 | 2012 | 1    | 0      | 0      | 1      |
| 43    | Magdalena Schnurr          | Deutschland | 2009 | 2009 | 1    | 0      | 0      | 1      |
| 43    | Jacqueline Seifriedsberger | Österreich  | 2008 | 2008 | 1    | 0      | 0      | 1      |
| 43    | Juliane Seyfarth           | Deutschland | 2006 | 2006 | 1    | 0      | 0      | 1      |
| 43    | Hannah Wiegele             | Österreich  | 2021 | 2021 | 1    | 0      | 0      | 1      |
| 43    | Ringo Miyajima             | Japan       | 2023 | 2023 | 1    | 0      | 0      | 1      |
| 43    | Ingvild Synnøve Midtskogen | Norwegen    | 2025 | 2025 | 1    | 0      | 0      | 1      |
| 43    | Jerica Jesenko             | Slowenien   | 2024 | 2024 | 1    | 0      | 0      | 1      |
| 43    | Julina Kreibich            | Deutschland | 2025 | 2025 | 1    | 0      | 0      | 1      |
| 43    | Sarah Schuller             | Österreich  | 2024 | 2024 | 1    | 0      | 0      | 1      |

Aktualisiert: 5. Mai 2025

## Nationenwertung
Für die Nationenwertung werden sämtliche Medaillen addiert, die Sportler einer Nation bei den Juniorenweltmeisterschaften gewonnen haben. Dabei werden sowohl der Männer-, der Frauen- und der Teamwettkampf berücksichtigt.
| Platz | Land                                                                 | Gold | Silber | Bronze | Gesamt |
| ----- | -------------------------------------------------------------------- | ---- | ------ | ------ | ------ |
| 1     | Österreich                                                           | 41   | 24     | 27     | 92     |
| 2     | Slowenien (mit Jugoslawien)                                          | 19   | 24     | 19     | 62     |
| 3     | Deutschland (mit BR Deutschland und Deutsche Demokratische Republik) | 17   | 21     | 22     | 60     |
| 4     | Finnland                                                             | 14   | 7      | 11     | 32     |
| 5     | Norwegen                                                             | 11   | 12     | 9      | 32     |
| 6     | Japan                                                                | 7    | 9      | 9      | 25     |
| 7     | Tschechien (mit Tschechoslowakei)                                    | 5    | 5      | 3      | 13     |
| 8     | Italien                                                              | 4    | 5      | 5      | 14     |
| 9     | Russland                                                             | 4    | 4      | 3      | 11     |
| 10    | Polen                                                                | 3    | 8      | 4      | 15     |
| 11    | Kanada                                                               | 3    | 2      | 2      | 7      |
| 12    | Frankreich                                                           | 1    | 5      | 5      | 11     |
| 13    | Bulgarien                                                            | 1    | 0      | 0      | 1      |
| 14    | Schweiz                                                              | 0    | 1      | 2      | 3      |
| 15    | Schweden                                                             | 0    | 1      | 1      | 2      |
| 15    | Sowjetunion                                                          | 0    | 1      | 1      | 2      |
| 15    | Vereinigte Staaten                                                   | 0    | 4      | 2      | 3      |
| 18    | Slowakei                                                             | 0    | 1      | 0      | 1      |
| 19    | Estland                                                              | 0    | 0      | 1      | 1      |
| 19    | Kasachstan                                                           | 0    | 0      | 1      | 1      |

Aktualisiert: 5. Mai 2025